# 达纳生物圈保护区
达纳生物圈保护区是约旦最大的自然保护区， 位于约旦中南部。达纳生物圈保护区成立于1989 年 ，占地308平方（119平方英里） ，位于达纳村和Wadi Dana及其周边地区。达纳生物圈保护区的本地居民有Ata'ta（或 Al Atata）部落，他们在1600年左右就居住在達納。人类在该地区的定居可以追溯到6000多年前。